# 孔奇塔·沃斯特
托马斯·诺伊维尔特（德語：Thomas "Tom" Neuwirth，1988年11月6日—）知名於其藝名康琪塔·沃斯特（德語：Conchita Wurst），是一名奥地利歌手、變裝皇后。在2014年，武斯特代表奥地利参加在丹麦哥本哈根举行的2014年欧洲歌唱大赛，以《如鳳凰升起》（Rise Like a Phoenix）一曲贏得比賽冠軍。康琪塔·沃斯特以其女性化但留鬍子的裝扮廣為人知，比賽的表現也讓他成為同志偶像，武斯特參與許多同志活動，並在欧洲议会、联合国维也纳办事处等地舉辦表演。

## 生平
沃斯特1988年出生于奥地利的格蒙登。
2007年，沃斯特进入了奥地利选秀节目《Starmania》的决赛。2011年回到舞台并開始以女性身份孔奇塔·沃斯特表演，她说选择络腮胡女士的扮相“是要向全世界展示，只要沒有傷害到他人，你可以做任何想做的事情”。
2011年沃斯特从格拉茨服装学院毕业后一直旅居在维也纳。
2018年4月，孔奇塔宣佈自己是人類免疫缺陷病毒感染者，已接受治療數年。

## 音乐生涯
2006年，诺伊维尔特参加了奥地利电视选秀节目《Starmania》，排名第二。一年后，他创办男孩乐队Jetzt Anders!，同年乐队解散。
2011年，诺伊维尔特改名孔奇塔·沃斯特，参加ORF的节目。2012年欧洲歌唱大赛奥地利预选賽以歌曲《That's What I Am》排名第二。

### 2014年欧洲歌唱大赛及爭議
2013年9月10日奥地利国家广播机构奧地利廣播集團（ORF）宣布沃斯特将代表奥地利参加在丹麦哥本哈根举行的2014年欧洲歌唱大赛 。选择沃斯特在奥地利及歐洲引发争议。ORF宣布决定四天后，當地超过31,000人對“反沃斯特”的 Facebook页面按「讚」。
同年10月，白俄罗斯信息部收到了一份请愿书，呼吁白俄罗斯国家电视台（BTRC）剪掉沃斯特在欧洲歌唱大赛的演出。请愿书声称，沃斯特的表演会使欧洲歌唱大赛“进入鸡奸的温床”。12月，一个类似的请愿书在俄罗斯出现。
2014年3月18日，沃斯特演唱歌曲《如鳳凰升起》。在5月8日的第二场半决赛中，沃斯特成功进入5月10日的决赛。5月10日在哥本哈根举行的总决赛中，她獲得了290分，贏得冠军。这是自1966年欧洲歌唱大赛以來奧地利再次奪得冠军。

## 音樂作品

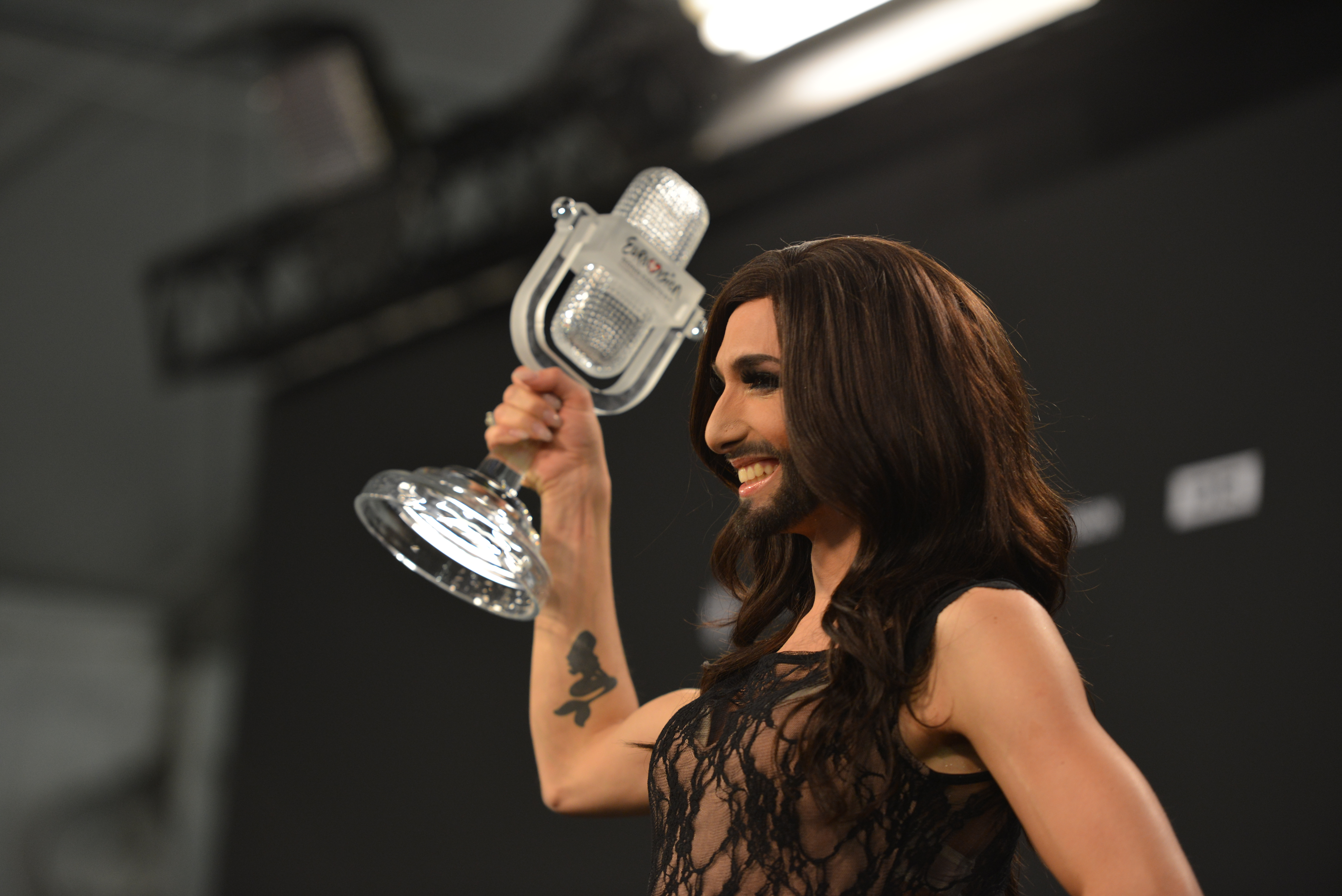
沃斯特夺冠后手举欧洲歌唱大赛冠军奖杯

| 專輯名稱                        | 專輯資料                                                                               | 最高排位 | 最高排位 | 最高排位      | 最高排位    | 最高排位 | 最高排位 | 最高排位 | 最高排位 | 最高排位 | 銷量認證         |
| 專輯名稱                        | 專輯資料                                                                               | 奧地利   | 澳洲     | 比利時 佛蘭德 | 比利時 瓦隆 | 芬兰     | 德国     | 意大利   | 荷蘭     | 瑞士     | 銷量認證         |
| ------------------------------- | -------------------------------------------------------------------------------------- | -------- | -------- | ------------- | ----------- | -------- | -------- | -------- | -------- | -------- | ---------------- |
| 處女秀                          | - 發行日期：2015年5月15日 - 唱片公司：索尼奧地利 - 釋出形式：數位音樂下載、CD          | 1        | 26       | 17            | 41          | 28       | 23       | 30       | 67       | 6        | - IFPI AUT：白金 |
| 愛在維也納 （與維也納交響樂團） | - 發行日期：2018年10月19日 - 唱片公司：索尼奧地利 - 釋出形式：數位音樂下載、CD         | 1        | —        | —             | —           | —        | 77       | —        | —        | 84       | - IFPI AUT：金   |
| 超越真理                        | - 發行日期：2019年10月25日 - 唱片公司：索尼奧地利 - 釋出形式：數位音樂下載、CD、流媒体 | 3        | —        | —             | —           | —        | —        | —        | —        | —        |                  |
| "—" 表示不在排行榜上            |                                                                                        |          |          |               |             |          |          |          |          |          |                  |

## 外部連結
- 官方網站（页面存档备份，存于）
- 欧洲歌唱大赛2014 - 俄罗斯网站

| 奖项与成就                                 | 奖项与成就                    | 奖项与成就                               |
| ------------------------------------------ | ----------------------------- | ---------------------------------------- |
| 前任者： · 奥地利 · 娜塔莉雅‧凱莉〈Shine〉 | 歐洲歌唱大賽奧地利选手 2014年 | 繼任者： · 奥地利 · 鳥神星〈I Am Yours〉 |
| 前任者： · 丹麦 · 〈〉                     | 歐洲歌唱大賽冠軍 2014年       | 繼任者： · 瑞典 · 〈英雄〉               |